# Colaspoides imasakai
Colaspoides imasakai is een keversoort uit de familie bladkevers (Chrysomelidae). De wetenschappelijke naam van de soort werd in 1991 gepubliceerd door Komiya.